# 17042 Madiraju
17042 Madiraju este o planetă minoră (asteroid), cu un diametru de 6,356 km, din centura de asteroizi. A fost descoperită pe 19 martie 1999 la Experimental Test Site⁠(d) de Lincoln Near-Earth Asteroid Research. 
Obiectul prezintă o orbită caracterizată de o semiaxă mare de 2,4448189 UAi, o excentricitate de 0,09, o înclinație de 3,7936 ° în raport cu ecliptica.